# Cegléd
Cegléd je mesto na Madžarskem, ki upravno spada v podregijo Ceglédi Županije Pešta.
V tem mestu se je leta 1883 rodil slovenski klasični filolog, gimnazijski profesor in jezikoslovec Rudolf Južnič.